# NGC 2740
NGC 2740 é uma galáxia espiral (Sab) localizada na direcção da constelação de Ursa Major. Possui uma declinação de +51° 44' 08" e uma ascensão recta de 9 horas, 06 minutos e 05,0 segundos.
A galáxia NGC 2740 foi descoberta em 17 de Fevereiro de 1831 por John Herschel.